# Tosnensky (huyện)
Huyện Tosnensky (tiếng Nga: ? райо́н) là một huyện hành chính tự quản (raion), của Tỉnh Leningrad, Nga. Huyện có diện tích 3671 km², dân số thời điểm ngày 1 tháng 1 năm 2000 là 74000 người. Trung tâm của huyện đóng ở Tosno.